# 파비오 칸나바로
파비오 칸나바로(OMRI 장교장, 이탈리아어: Fabio Cannavaro ˈfaːbjo kannaˈvaːro[*], 1973년 9월 13일 ~ )는 이탈리아의 축구 선수 출신 축구 감독이다.
칸나바로는 역대 최고 수비수들 중 한 명으로 꼽힌다. 그는 주로 이탈리아에서 활동하였다. 그는 나폴리에서 신고식을 치른 후 파르마에서 7년을 보내며 코파 이탈리아를 두 차례 우승하고 수페르코파 이탈리아나 1999와 UEFA컵 1998-99 우승을 거두었다. 이후, 인테르나치오날레와 유벤투스를 거친 그는 2006년에 파비오 카펠로 감독과 유벤투스에서 레알 마드리드로 이적해 2007년과 2008년에 라 리가 2연속 우승을 거두었다. 유벤투스에 2009-10 시즌 동안 1년 복귀한 후, 그는 두바이의 알아흘리에 입단하였고, 2011년에 잦은 부상을 당한 뒤 은퇴했다. 은퇴 후, 그는 알아흘리의 감독직 일원으로 합류했고, 2011년부터 2013년까지는 전세계적 홍보대사와 기술 고문을 겸직하였고, 2013년부터 2014년까지는 수석 코치를 역임했다. 2014년 11월, 그는 광저우 에버그란데 감독으로 취임했다. 2016년 6월 9일, 그는 중국 2부 리그 톈진 취안젠의 감독으로 취임했다.
칸나바로는 이탈리아 국가대표팀에서도 성공을 거두었다. 그는 1994년과 1996년에 UEFA U-21 축구 선수권 대회 2연패를 기록한 이탈리아 대표팀의 주역이었다. 1997년, 성인 대표팀 경기에 처음으로 출전한 그는 UEFA 유로 2000에서 조국의 결승행에 일조해 대회의 팀 일원으로 선정되었고, 2002년에 파올로 말디니가 은퇴한 이후부터 주장을 맡았다. 칸나바로는 독일에서 열린 2006년 FIFA 월드컵에서 이탈리아의 우승을 이끌었고, 수비에서의 뛰어난 활약으로 이탈리아 대표팀 지지자들로부터 "베를린 장벽"(이탈리아어: Il Muro di Berlino)의 별명을 얻었는데, 이탈리아는 5경기를 무실점으로 마쳤고, 단 2골만 허용했으며, 두 골 모두 정상적인 방법으로 실점한 골이 아니었다. 그는 대회 후 최우수 선수 부문에서 2위로 선정되어 실버 볼을 받았다. 2009년, 그는 말디니를 제치고 국가대표팀 역사상 최다 출전 선수로 이름을 올렸다. 2010년 6월 25일, 2010년 FIFA 월드컵에서 이탈리아가 조별 리그에서 조기에 탈락하면서, 그는 136경기 출전 2골 득점을 기록하고 성인 국가대표팀 은퇴를 선언했다. 도합하여, 그는 이탈리아를 대표로 4번의 FIFA 월드컵, 2번의 UEFA 유럽 축구 선수권 대회, 1996년 하계 올림픽, 그리고 2009년 FIFA 컨페더레이션스컵에 참가했다. 그는 현재 잔루이지 부폰에 이어 최다 경기 출장 2위를 기록하고 있고, 79경기로 이탈리아 국가대표팀 최다 출전 주장으로 기록되어 있다.
그는 2006년 FIFA 올해의 선수로 선정되었고, 2006년 발롱도르로 석권해 10년 동안 이 상을 획득한 유일한 선수이자, 독일의 프란츠 베켄바워와 마티아스 자머에 이어 이 상을 탄 3번째 수비수로 기록되었다. 2007년, 그는 라우레우스 세계 스포츠 올해의 스포츠인의 최종 후보 6인으로도 선정되었다. 그의 남동생 파올로도 프로 축구 선수였다.

## 클럽 경력

### 초기 경력
칸나바로는 나폴리 출신으로 겔소미나 콘스탄초와 파스콸레 칸나바로 사이에서 났다. 그의 어머니는 종업원이었고, 아버지는 은행원이었다. 그의 아버지도 인근의 율리아노에서 축구를 했었다. 누나와 남동생이 있으며 남동생 파올로로 축구인이다. 소싯적, 칸나바로는 바뇰리에서 활약하다가 그의 유년 시절 선망의 구단인 나폴리의 스카우터들에게 포착되었다.

### 나폴리

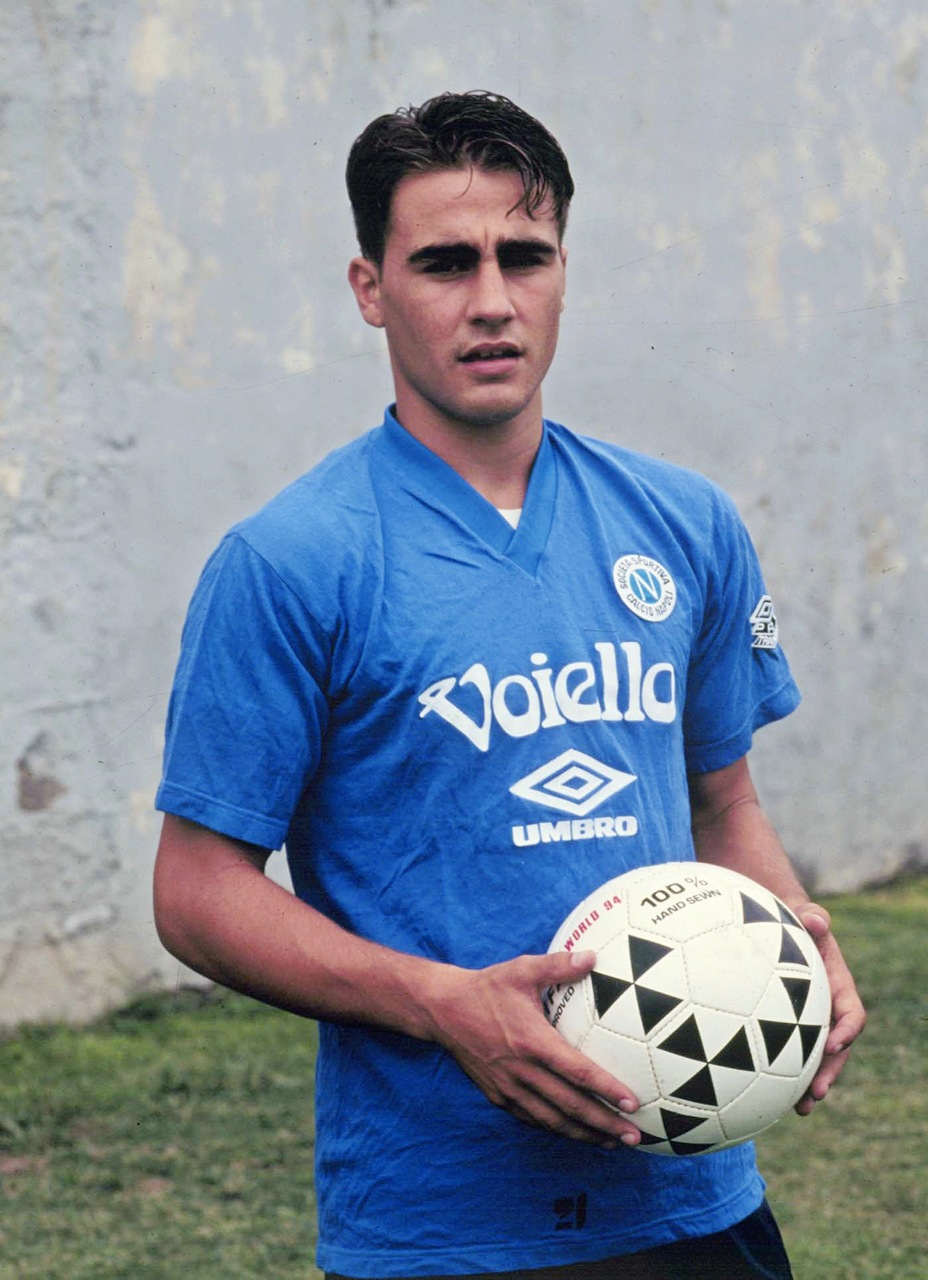
나폴리 유소년 아카데미의 17세 칸나바로

칸나바로는 처음에 나폴리의 볼보이로 그의 우상인 디에고 마라도나와 치로 페라라의 활약상을 지켜보았다. 그는 나중에 구단의 유소년 아카데미에 합류했다. 젊은 파비오는 선수단에서 부동의 주전을 맡던 마라도나를 강한 태클로 저지해 나폴리 훈련에 임하던 도중 명성을 쌓았다. 이 거친 태클은 동료들과 나폴리 감독진을 노하게 만들었다. 그러나, 당사자 마라도나는 유망주를 변호하며 그가 원하는 방식으로 경기할 수 있도록 장려했다.
그는 선수로 성장하여 유년 시절 우상이었던 선수들과 1군에 어깨를 나란히 해 출전하게 되었다. 칸나바로는 1993년 3월 7일, 3-4로 패한 유벤투스와의 토리노 원정 경기에서 세리에 A 신고식을 치렀다. 페라라와 중앙 수비를 맡은 그는 기대감에 부응하며 태클, 배급, 그리고 공을 뺏고 나서의 공격 전개 능력을 선보였다. 그는 1995년 1월 8일, 밀란과의 산 시로 원정 경기에서 첫 골을 기록했다. 그러나, 그의 믿음직한 활약에도 불구하고, 마라도나가 떠난 나폴리는 재정난에 허덕였고, 칸나바로는 훗날 UEFA컵과 코파 이탈리아, 그리고 세리에 A 올해의 수비수 상을 획득하게 되는 파르마로 매각되었다. 칸나바로는 1995년까지 나폴리에 남아 60번에 가까운 구단 경기에 출전해 1골을 기록했다.

### 파르마
1995년 여름, 칸나바로는 파르마에 매각되었고, 그는 한 시즌 만에 1군의 주전 지위를 확보하여 29번의 리그 경기에 출전했다. 그는 구단에서 우승을 거둔 것은 물론, 여러 차례 개인 업적을 세워 선수단의 주장도 맡았다. 그는 파르마에서 잔루이지 부폰과 릴리앙 튀랑과 협력해 유럽 최고의 수비를 형성하는 것은 물론 축구 외 사적인 영역에서도 이들과 가까이 지냈다. 파르마의 전설적인 수비를 형성했던 선수들로는 루이지 사르토르, 로베르토 무시, 안토니오 베나리보, 루이지 아폴로니, 그리고 아르헨티나의 로베르토 센시니가 있었다. 칸나바로는 파르마 시절부터 성공을 거두기 시작했다. 그는 합류 첫 시즌에 소속 구단이 코파 이탈리아 2라운드에서 탈락했지만, 같은 시즌 세리에 A에서 6위의 성적을 거두어 UEFA컵 진출권을 얻었다. 파르마는 UEFA 컵위너스컵 UEFA 컵위너스컵 1995-96의 8강에도 올랐다. 파르마는 세리에 A 1996-97에서 유벤투스에 이어 준우승을 차지하여, 그 다음 시즌 UEFA 챔피언스리그 진출권을 얻었다. 파르마는 또다시 코파 이탈리아 2라운드에서 탈락했고, 같은 시즌 UEFA컵에서는 1라운드에 탈락했다. 1997-98 시즌, 파르마는 세리에 A 5위를 차지하였고, 코파 이탈리아에서 준결승전까지 올라갔고, 같은 시즌 UEFA 챔피언스리그에서는 전 시즌 우승을 차지한 도르트문트에 밀려 2위로 조별 리그에서 탈락하였다.
구단에서의 4년차에, 칸나바로는 처음이자 마지막으로 유럽대항전을 우승했는데, UEFA컵 정상에 올랐고, 코파 이탈리아도 우승했다. 파르마는 그 시즌 세리에 A를 4위로 마쳐 3위를 거둔 피오렌티나와는 1점차였다. 그 다음 시즌, 파비오의 남동생 파올로가 구단에 합류했고, 칸나바로 형제는 이어지는 두 시즌 동안 협력했다. 파비오는 세리에 A 우승을 거둔 밀란을 이기고 자신의 첫 수페르코파 이탈리아나 우승을 차지했고, 파르마는 세리에 A를 4위로 마쳐, 인테르나치오날레와 마지막 UEFA 챔피언스리그 진출권을 놓고 승점에서 동률을 이루었다. 그러나, 파르마는 인테르나치오날레와의 세리에 A UEFA 챔피언스리그 플레이오프 경기에서 1-3으로 패해 UEFA 챔피언스리그 조별 리그 진출이 무산되었다. 파르마는 3차이자 최종 예선전에서 대회에 참가했지만 레인저스에 패해 탈락하였다. 파르마는 그 시즌의 UEFA컵과 코파 이탈리아에서 모두 16강에 떨어졌다.
2000-01 시즌, 칸나바로는 파르마를 또다시 코파 이탈리아 결승행을 이끌었지만, 피오렌티나에 패해 준우승에 그쳤다. 같은 시즌 UEFA컵에서는 3라운드에 탈락했다. 파르마는 리그에서 3시즌 연속 4위로 마감했고, 그에 따라 UEFA 챔피언스리그 예선전 진출 자격을 얻었지만, 최종적으로 대회 본선에 오르지 못했다. 칸나바로는 파르마에서의 마지막 시즌에 유벤투스를 이기고 코파 이탈리아 우승을 거두었지만, 파르마는 같은 시즌에 UEFA컵 16강에서 탈락하였고, 세리에 A는 10위의 성적을 거두었다. 1997년을 기점으로, 그는 파르마에서의 활약으로 성인 국가대표팀에 차출되기 시작했고, 그는 꾸준히 세리에 A 최고의 수비수들 중 한 명으로 꼽혔다. 파르마 시절, 칸나바로는 모든 대회를 통틀어 250경기 이상 출전했고, 5골을 넣었다.

### 인테르나치오날레
2002년 여름, 칸나바로는 €23M에 4년 계약을 맺고 인테르나치오날레로 이적했다. 당시 파르마는 재정난에 빠졌고, 인테르는 극적으로 세리에 A 우승을 유벤투스에 내주었고, 4년 연속 무관을 차지한 구단은 거물 공격수 호나우두가 떠나면서 선수단 재조직에 집중하고 있었다. 프란체스코 코코와 그의 파르마 동료 에르난 크레스포와 함께, 칸나바로는 엑토르 쿠페르가 이끄는 인테르나치오날레의 주요 신입생들 중 한 명이었다.
그러나, 인테르나치오날레에서 그의 생활은 대게 조금씩 모자란 모습이었다. 그는 UEFA 챔피언스리그 2002-03에서 준결승까지 올랐고 세리에 A는 유벤투스에 이어 준우승을 차지했다. 두 번째 시즌은 그보다 알차지 못한 시즌이었는데, 그는 부상으로 많은 경기에 결장하였고, 주 임무 외의 다른 임무를 수행하곤 했다. 인테르나치오날레는 세리에 A 4위를 차지했고 코파 이탈리아 준결승전까지 올라갔지만, 승부차기 끝에 유벤투스에 패했다. 인테르나치오날레는 UEFA 챔피언스리그 2003-04에서는 조별 리그 3위를 차지했지만, UEFA컵에서는 8강까지 올라갔다. 구단에서 2년을 보낸 그는 유벤투스로 깜짝 교환 이적을 하게 되었고, 인테르나치오날레에서의 생활은 50경기 출장 2골로 끝났다. 이탈리아를 떠나면서, 칸나바로는 인테르나치오날레에서의 생활을 부정적으로 보았고, 그가 속했던 다른 이탈리아 구단인 파르마와 유벤투스보다 안 좋게 회고했다.

### 유벤투스
인테르나치오날레에서의 2년 후, 그는 여름 이적 시장 말일에 유벤투스와 계약했다. 계약 조항에는 후보 골키퍼 파비안 카리니의 교환도 끼어 있었고, 그는 인테르나치오날레로 떠났는데, 두 이적건 모두 €10M짜리였다. 토리노 이주로, 그는 파르마 시절 동료였던 릴리앙 튀랑과 잔루이지 부폰과 재회했고, 셋은 다시 세리에 A의 가장 공포스러운 수비를 재결성했다. 그들과 함께 잔루카 참브로타, 잔루카 페소토, 알레산드로 비린델리, 조나탕 제비나, 그리고 페데리코 발차레티가 조합되었다. 이 선수단은 2004-05 시즌과 2005-06 시즌에 2시즌 연속으로 작은 방패를 획득했지만, UEFA 챔피언스리그에서 2시즌 연속으로 8강에서 탈락했다. 전자의 시즌에 칸나바로는 구단의 상징적인 존재들인 파올로 몬테로와 치로 페라라와 조합되었다. 칸나바로는 토리노 거함에서 훌륭게 시즌을 보내며 이탈리아 축구 오스카상인 오스카르 델 칼초를 4차례 차지했는데 2005년과 2006년에 올해의 수비수와 이탈리아 올해의 선수로 선정되었다.
2006년 FIFA 월드컵 이후, 칼초폴리 판결에 따라 유벤투스는 세리에 B로 강등되었다. 유벤투스가 UEFA 챔피언스리그에 진출하지 못하게 됨에 따라 칸나바로는 이적을 결정했다. "이 사실을 믿기 힘들수도 있겠지만, 저는 유벤투스가 세리에 A에 남았으면 30점이 감점된다 하더라도 잔류했을 것입니다"라고 말했다. 그는 파비오 카펠로 유벤투스 감독과 함께 2006년 여름에 레알 마드리드로 이적했다. 그가 2년 동안 유벤투스에서 활동하며 작은 방패 2개를 차지했고, 칸나바로는 모든 대회를 통틀어 100경기 넘게 출전했다. 그의 이적은 그를 자신들의 일부로 생각한 유벤투스 지지자들의 실망을 표출하게 만들었다.

### 레알 마드리드

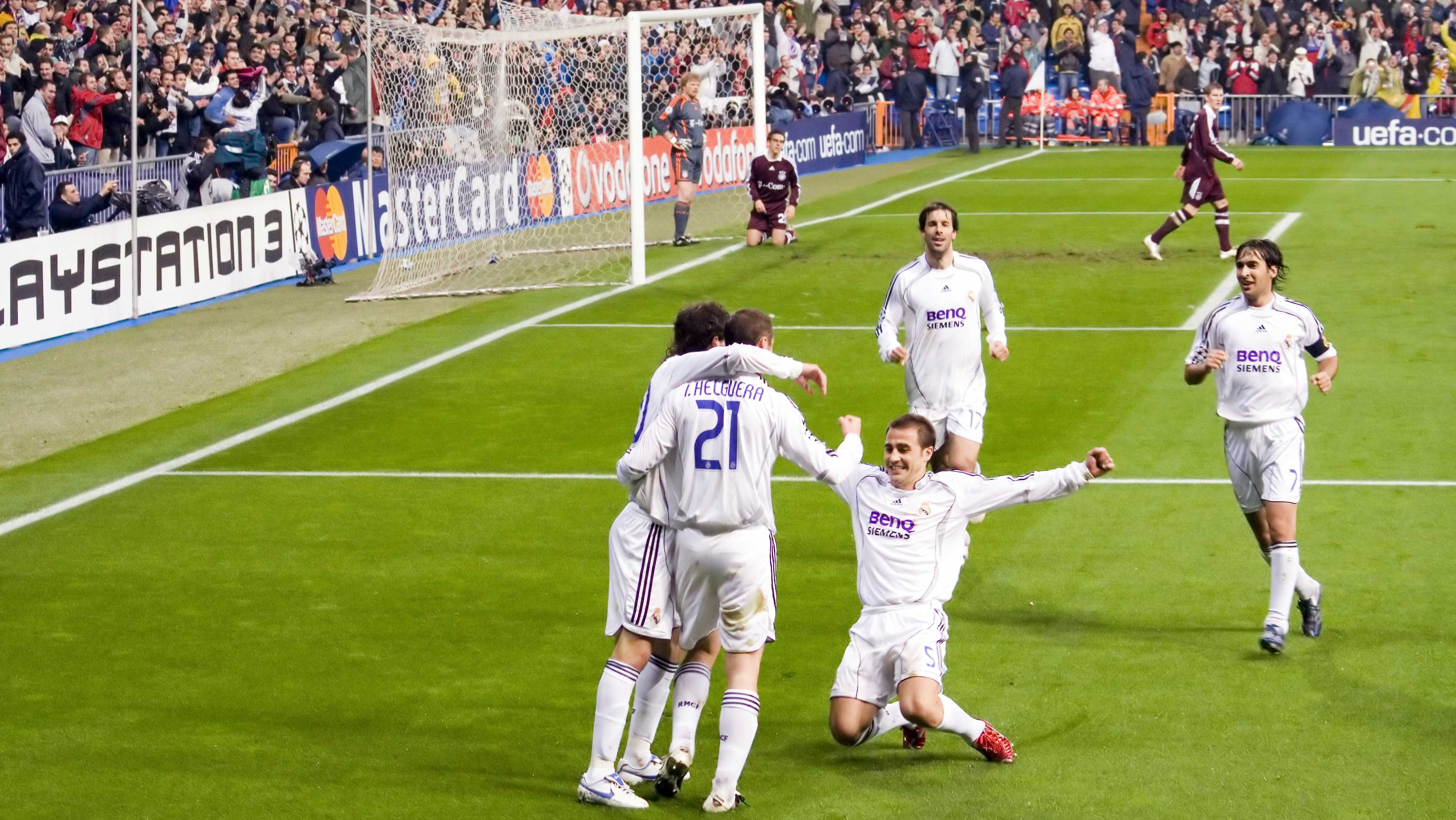
바이에른 뮌헨과의 UEFA 챔피언스리그 2006-07 경기에서 동료의 골을 축하하는 레알 마드리드의 칸나바로 (가운데 앞쪽)

레알 마드리드는 칸나바로 영입을 위해 €7M을 지불하였고, 마드리드와 프랑스 국가대표팀의 전 선수인 지네딘 지단이 사용한 등번호 5번을 받았다. 칸나바로는 마드리드에서 3시즌을 보내며 2006-07 시즌과 2007-08 시즌에 라 리가 우승을 거두었고, 2006년 FIFA 올해의 선수로 선정되었고, 2006년 발롱도르의 주인공도 되었다. 칸나바로는 2006년과 2007년의 FIFPro 세계 XI의 일원으로 명명되었고, 2006년 UEFA 올해의 팀 일원으로도 선정되었다. 그는 2007년 라우레우스 세계 스포츠 올해의 스포츠인의 최종 후보 6인에도 이름을 올렸다.
마드리드에서의 마지막 시즌인 2008-09 시즌에 들어, 칸나바로의 기량은 빠르게 하락하였다. 노쇠화로, 그는 리오넬 메시와 페르난도 토레스 같은 발빠른 선수들을 상대로 고전하며 레알 마드리드의 다실점 원인으로 지적되었다. 2009년 5월 19일, 칸나바로는 계약 종료와 함께 2009-10 시즌을 앞두고 유벤투스로 복귀하는 것으로 결정되었다. 베르나베우에서의 마지막 경기에, 그는 지지자들의 기립 박수를 받았다. 2013년 4월, 칸나바로는 마르카지에 의해 "레알 마드리드 역사상 최우수 11인"의 일원으로 꼽혔다.

### 유벤투스 복귀
칸나바로는 레알 마드리드와의 계약이 2009년 여름에 만료되면서 귀환 결정을 내렸고, 3년 전에 떠났던 유벤투스에 복귀했다. 칸나바로는 새 시즌을 훌륭히 시작했는데, 그는 니콜라 레그로탈리에, 마르틴 카세레스, 즈데네크 그리게라, 파비오 그로소, 그리고 조르조 키엘리니와 훌륭한 수비 조합을 이루어 잔루이지 부폰 앞에 배치되었다. 그러나, 가을부터 유벤투스 선수단의 기량이 급격히 하락했다. 2009년 말 부상을 기점으로, 칸나바로는 개인 기량의 회복에 어려움을 겪었고, 유벤투스는 UEFA 챔피언스리그에서 조 3위를 차지해 탈락했다.
2010년 3월, 그는 구단을 떠나 레알 마드리드로 떠난 것이 배신으로 간주되어 유벤투스 지지자들과의 관계가 악화일로를 달렸다. 풀럼과의 UEFA 유로파리그 경기에서, 유벤투스는 안방에서 1차전을 3-1로 이겼고, 런던의 크레이븐 코티지에서 1-0으로 앞서나갔다. 전반 초, 칸나바로는 부주의하게 두 차례 경고를 받아 퇴장당했다. 10명으로 줄어든 유벤투스는 붕괴하였고, 1-4로 패해 합계에서 밀려 탈락했다. 칸나바로의 퇴장과 그로 이어진 소속 구단의 탈락은 지지자들의 공분을 샀다. 유벤투스는 코파 이탈리아도 나중에 우승을 차지해 트레블을 완성한 인테르나치오날레에게 8강에서 패해 탈락했다.
구단은 세리에 A를 7위로 마무리해 UEFA 유로파리그 진출권에 만족해야 했다. 구단은 10여년 만에 세리에 A 최악의 성적을 거두었다. 이후, 유벤투스는 칸나바로와 계약을 연장하지 않을 것을 다시 확인시켰다. 그의 활약상은 더 이상 신뢰할 수 없게 되어 고향 구단 나폴리조차 칸나바로 본인의 구단 합류 의사를 두 번 이상 밝히고도 거절하기에 이르었다.

### 알아흘리
2010년 6월 2일, 칸나바로는 2010년 FIFA 월드컵 이후 UAE 아라비안 걸프 리그의 알아흘리로 자유 이적한 것으로 발표되었다. 칸나바로는 2년 계약을 맺었다. 그는 두바이 연고 구단 소속으로 16경기에 출전해 2골을 넣었다. 2011년 7월, 칸나바로는 심각한 무릎 문제로 현역 은퇴를 선언했다. 주치의는 그가 더 이상 활약하기 어렵다고 진단했다.
알아흘리에서 은퇴한 지 1년이 지난 후, 그는 인도 리그의 실리구리에 합류해 제이-제이 오코차, 에르난 크레스포, 그리고 로비 파울러와 함께 입단할 것으로 밝혀졌고, 실리구리는 그의 '최저금'인 $50,000를 웃도는 $830,000에 영입되었다. 그러나 리그는 칸나바로가 은퇴를 번복하지 않으면서 성사되지 않았다.

## 국가대표팀 경력

### 청소년 국가대표팀
칸나바로는 1990년대 중반 체사레 말디니 감독 체제의 이탈리아 U-21 국가대표팀 일원으로 첫 국제 무대 성공을 거두었는데, 1994년과 1996년에 연달아 UEFA U-21 축구 선수권 대회 우승을 거두었고, 나중에 성인 대표팀에서도 동행할 알레산드로 네스타와 함께 수비를 맡았다. 1996년, 그는 애틀랜타에서 열린 하계 올림픽에도 참가했다. 이후, 그는 조국을 대표로 1998년, 2002년, 2006년, 그리고 2010년 FIFA 월드컵에 참가했고, 2000년과 2004년의 UEFA 유럽 축구 선수권 대회에도 출전했다.

### 성인 국가대표팀 초년
1997년 1월 22일, 그는 북아일랜드와의 친선경기에서 이탈리아 국가대표팀 신고식을 치렀다. 같은 해, 그는 웸블링에서 열린 FIFA 월드컵 예선전에서 잉글랜드 공격수 앨런 시어러를 효율적으로 막아내 찬사를 받았다. 시어러는 당시 광적인 잉글랜드 관중들에 의해 세계 최고 공격수로 고려되었고, 그들은 시어러가 이탈리아의 애송이 수비수를 상대로 농락할 것이라 점쳤다. 이에도 불구하고, 그는 이탈리아의 최고 수비수들인 클라우디오 젠틸레와 프란코 바레시와 협력하여 시어러를 경기 내내 침묵시켰다. 이탈리아는 이 경기에서 잔프란코 촐라의 결승골에 힘입어 1-0으로 이겼다.
칸나바로가 경험한 첫 국제 대회는 1998년 FIFA 월드컵으로 경험 많은 주세페 베르고미, 알레산드로 코스타쿠르타, 그리고 파올로 말디니와 신예 알레산드로 네스타와 함께 참가했다. 선수단은 파올로 말디니의 부친인 체사레가 이끌었다. 칸나바로는 대회 내내 수 차례 인상적인 활약을 펼쳤지만, 이탈리아는 8강에서 개최국이자 나중에 우승을 차지한 프랑스에 패해 탈락하였는데, 같은 경기에서 칸나바로는 스테판 기바르쉬의 팔꿈치에 이마가 찢어졌다. 푸른 군단 (Azzurri) 은 경기를 0-0으로 비겼지만, 승부차기에서 개최국에게 패했다.

### 연속되는 시련
칸나바로는 UEFA 유로 2000에서 디노 초프 감독의 지도 하에 알레산드로 네스타, 마르크 이울리아노, 혹은 파올로 말디니와 함께 3-5-2 대형에서 중앙 수비를 맡아 인상적인 활약을 펼쳤다. 이탈리아 수비는 결승전에 오르기 전까지 단 2골만 실점했다: 1골은 터키와의 경기에서, 다른 1골은 스웨덴과의 경기에서 모두 조별 리그에 실점하였고, 나머지 3경기를 무실점으로 끝냈다. 푸른 군단 (Azzurri) 은 정규 시간에 네덜란드와 득점 없이 비긴 후 승부차기에서 이겨 결승전에 진출했다. 이탈리아는 2년 전 FIFA 월드컵을 우승한 프랑스를 상대로 추가 시간까지 1-0으로 앞서나갔다. 그러나, 실뱅 윌토르에게 막판에 동점골을 헌납했고, 다비드 트레제게에게 연장전 골든골을 실점해 프랑스에게 우승도 내주었다. 칸나바로는 대회 기간 동안 보인 활약으로 대회의 팀으로 선정되었다.
조반니 트라파토니 감독 지도 하의 2002년 FIFA 월드컵에서 그는 알레산드로 네스타가 크로아티아와의 경기에서 부상으로 빠지며 홀로 중앙 수비를 맡았다. 선수단의 부상과 트라파토니 감독의 실수는 이탈리아의 FIFA 월드컵 우승에 큰 차질을 빚었다. 칸나바로-네스타 조합에 크게 의존하는 중앙 수비는 선수단에 큰 문제를 야기했다. 네스타를 대신해 투입된 마르코 마테라치는 평균 이하의 활약을 보였다. 칸나바로는 조별 리그에서 2번의 경고를 받아 16강전에 결장하게 되었다. 결국 이탈리아는 16강전에서 공동 개최국이자 나중에 준결승전까지 올라간 대한민국과의 경기에서 또다시 골든골을 헌납해 패했다.
이탈리아는 2002년 FIFA 월드컵 이후 말디니의 완장을 물려받으면서 어깨가 무거워졌지만, 선수단을 이끄는 능력, 평정심, 영감을 주는 활약으로 즉시 선수단의 지지를 받았고, 이탈리아가 UEFA 유로 2004와 2006년 FIFA 월드컵 본선에 오르게 도왔다. 말디니의 국가대표팀 은퇴 이후, 그는 2002년 8월 21일, 트리에스테에서 벌어진 슬로베니아와의 경기에서 처음으로 완장을 찼고, 0-1로 패했다. 그는 9월 7일, 이어지는 아제르바이잔과의 UEFA 유로 2004 예선전 원정 경기에서 신임 주장으로 명명되었고, 이탈리아가 2-0으로 이겼다. 10월 12일, 나폴리에서 벌어진 이탈리아와 세르비아 몬테네그로와의 예선전 경기에서, 그는 지역민들의 기립 박수를 받았고, 경기는 1-1 무승부로 끝났다.
칸나바로는 튀니스에서 벌어진 튀니지와의 2004년 5월 30일자 경기에서 첫 국가대표팀 득점을 기록했는데, 이탈리아는 이 경기에서 4-0으로 이겼다. 포르투갈에서 열린 UEFA 유로 2004는 실망스럽게 끝났다. 칸나바로는 0-0으로 비긴 덴마크전과 1-1로 비긴 스웨덴과의 두 경기에서 2번의 경고를 받아 조별 리그 최종전에 결장했다. 이탈리아는 불가리아를 2-1로 이겼지만, 골득실차로 다음 라운드 진출에 실패했다.

### FIFA 월드컵 우승

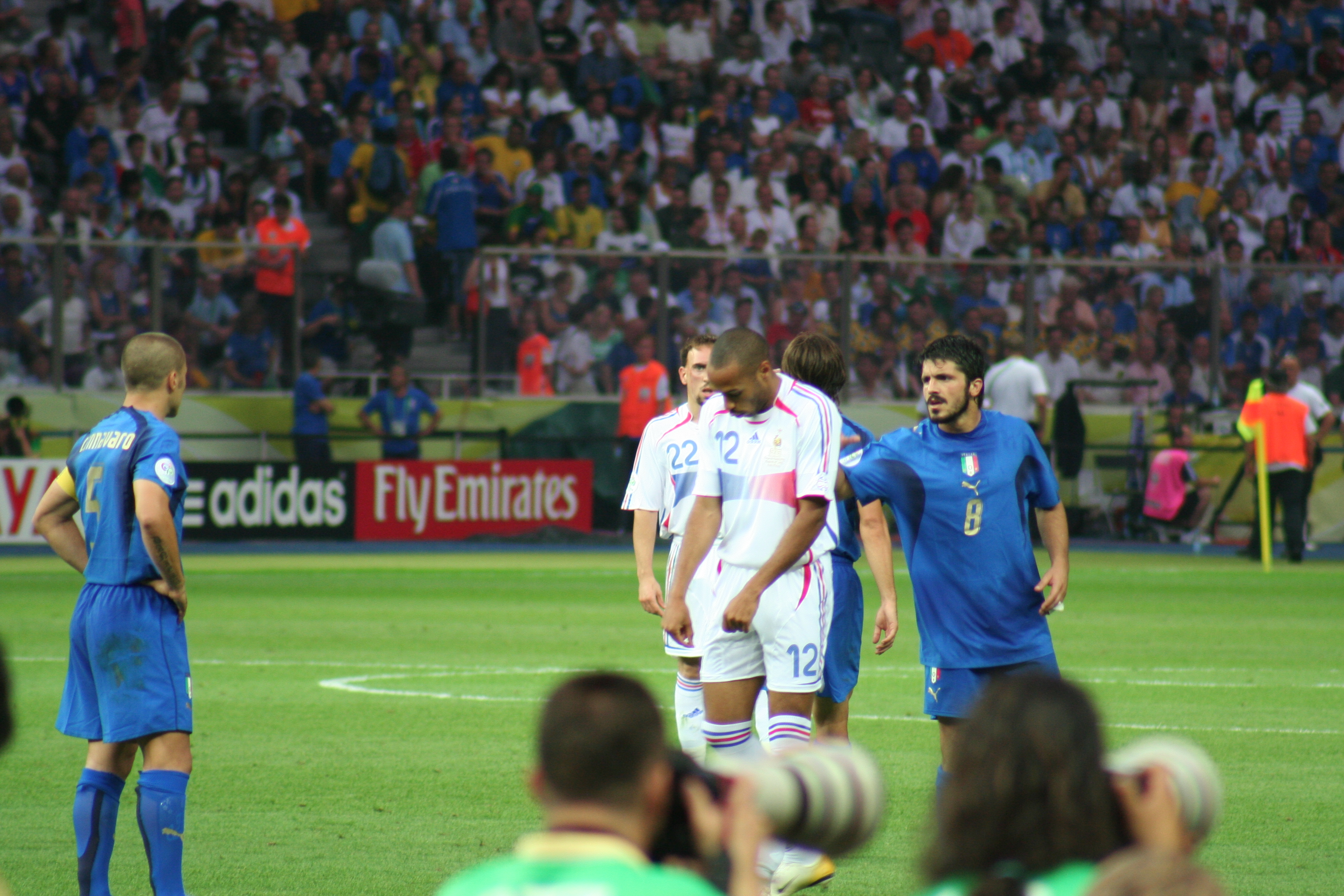
2006년 FIFA 월드컵 결승전의 파비오 칸나바로 (왼쪽)

칸나바로는 마르첼로 리피 감독 하에 2006년 FIFA 월드컵에서 평정심을 유지하며 우승으로 이끌었다. 그는 개최국 독일과의 준결승전에서 연장전 끝에 2-0으로 이기는데 인상적인 활약을 펼쳤다. 연장전 막판 이탈리아가 1-0으로 앞서는 와중에 독일이 공격을 감행하자, 칸나바로는 페어 메르테자커를 너머 구역에 들어온 공을 걷어냈다. 이후, 그는 앞으로 전진해 루카스 포돌스키의 공을 뺏어 중원의 프란체스코 토티로 연결해 알베르토 질라르디노의 도움을 거쳐 알레산드로 델 피에로가 넣은 이탈리아의 두 번째 골로 연결되었다. 그러나, 그의 정점을 찍은 순간은 2006년 7월 9일, 100번째 경기에 출전한날 밤에 FIFA 월드컵 트로피를 들어올린 것이었다. 칸나바로는 대회에 690분을 뛰어 단 한 번도 경고나 퇴장하지 않았다. 결승전에서 보인 수비에서의 활약으로, 그는 결승전이 열린 베를린을 따 "베를린 장벽"이라는 별칭이 붙었다.
잔루이지 부폰 골키퍼와 함께 칸나바로는 이탈리아가 우승한 본선의 전 경기의 매 분을 소화했고, 211번 공을 넘겼고, 16번 공을 따냈다. 비록 그와 함께 수비를 맡는 알레산드로 네스타가 부상으로 빠졌지만, 이탈리아 수비는 5경기를 무실점으로 끝내고 대회 기간을 통틀어 2실점에 그쳤다: 미국전 자책골과 프랑스와의 결승전에서 지네딘 지단에게 페널티킥으로 실점한 것이 전부였다.
칸나바로는 결승전까지 이탈리아 수비를 지휘했고, FIFA 기술위원회에 의해 6명의 이탈리아 국가대표팀 동료와 함께 올스타 팀 일원으로 선정되었다: 잔루이지 부폰, 프란체스코 토티, 젠나로 가투소, 안드레아 피를로, 루카 토니, 그리고 잔루카 참브로타. 그는 최우수 선수 선정 부문에서 프랑스의 지네딘 지단에 이어 2위를 차지했다. 지단은 2012표를 얻었고 칸나바로는 1977표의 근소한 차이를 내 칸나바로가 실버 볼을 가져갔다. 칸나바로는 FIFA 월드컵과 소속 구단에서의 활약으로 2006년 발롱도르도 받았고, 2006년 FIFA 올해의 선수로도 선정되었으며, UEFA 올해의 팀과 FIFPro 세계 XI의 일원으로도 뽑혔다.

### 부상으로 대회 불참
2008년 6월 2일, 칸나바로는 UEFA 유로 2008을 앞둔 첫 훈련에서 부상을 당했다. 그는 동료 수비수 조르조 키엘리니의 태클에 쓰러진 후 들것에 실려 나갔다. 이탈리아 국가대표팀 주치의인 파올로 체펠리는 "우리는 진단을 해볼 필요가 있겠지만, 작은 부상으로 보이지 않습니다"라고 말했다. 진단을 통해 그의 왼쪽 발목 인대가 찢어진 것으로 밝혀졌다. 진단 후, 이탈리아 언론은 칸나바로와의 인터뷰를 기다렸지만, "저는 집에 갑니다"라는 말과 우울한 미소와 함께 끝냈다. 이 소식에 로베르토 도나도니는 그를 대신할 선수로 피오렌티나의 중앙 수비수 알레산드로 감베리니를 불렀다. 그를 대신해 알레산드로 델 피에로가 주장 완장을 찼다. 칸나바로는 이후 선수단에 남아 동료들을 지지할 것임을 밝혔다. 이는 칸나바로의 3번째 유로 대회가 될 수 있었다.
칸나바로는 UEFA 유로 2008 이후 국가대표팀 은퇴할 계획을 접었고, 부상은 그에게 오기를 불어넣어 이탈리아를 2010년 FIFA 월드컵까지 이끌게 결정하도록 만들었다.

### 최다 출장기록 경신
브라질을 상대로 한 이탈리아의 2009년 FIFA 컨페더레이션스컵 조별 리그 최종전 경기에서, 칸나바로는 파올로 말디니와 초다 출장 기록으로 어깨를 나란히 했지만, 0-3으로 패해 조별 리그에서 실망스럽게 탈락하면서 빛이 바랬다. 2009년 8월 12일, 스위스와의 친선전에서 칸나바로는 127번째 국가대표팀 경기에 출전해 126번 출전한 말디니를 제치고 이탈리아 국가대표팀 최다 출장 선수가 되었다.

### 국가대표팀 은퇴
칸나바로는 또다시 리피 감독의 지도 하에 남아프리카 공화국에서 열린 2010년 FIFA 월드컵에서도 이탈리아의 주장을 맡았지만, 전처럼 인상적인 활약을 보이지 못했고, 그와 이탈리아 선수단은 언론의 질타를 받았다. 전 대회 우승국은 1라운드에서 파라과이와 뉴질랜드에 비긴 후, 슬로바키아에 패해 탈락했다. 이탈리아가 조별 리그 통과에 실패한 후, 칸나바로는 국가대표팀 은퇴를 선언했다. 도합하여, 칸나바로는 1997년과 2010년 사이 136번의 이탈리아 국가대표팀 경기에 출전해 2골을 기록했다.그는 최다 출전 기록 주장으로, 완장을 차고 79경기에 출전했다.

## 감독 경력

### 알아흘리
은퇴 후 2011년 8월 25일, 칸나바로는 두바이 알아흘리의 전세계적 홍보대사와 기술 고문으로 취임했다. 2013년 7월, 코스민 올러로이우가 알아흘리의 신임 감독으로 취임하면서, 칸나바로는 1군 수석코치로 이직했다. 그는 이직 첫 시즌에 알아흘리의 UAE 아라비안 걸프 리그와 UAE 리그 컵 우승에 공헌했다.
2014년 6월, 칸나바로는 전 소속 구단 레알 마드리드의 감독진으로 취임해 지네딘 지단을 대신해 카를로 안첼로티의 수석 코치를 맡을 것으로 예상되었다. 그러나, 이 직위는 페르난도 이에로가 가져갔다.

### 광저우 에버그란데
2014년 11월 5일, 칸나바로는 중국 슈퍼리그의 전 시즌을 포함해 4차례 우승을 거둔 광저우 에버그란데의 신임 감독으로 취임해 그의 전 국가대표팀 감독이었던 마르첼로 리피의 바통을 이어받았다. 그는 당일 구단의 감독으로 입단식을 치렀다. 2015년 6월 5일, 광저우 에버그란데는 톈진 터다와의 슈퍼리그 경기 후 즉시 루이스 펠리피 스콜라리가 그의 후임을 맡을 것임을 발표했다.

### 알나스르
2015년 10월 24일, 칸나바로는 호르헤 다 실바를 대신해 사우디아라비아의 알나스르 감독으로 취임했다. 2016년 2월 11일, 칸나바로는 알나스르와의 계약을 해지했다.

### 톈진 취안젠
2016년 6월 9일, 톈진 취안젠은 7경기 무승을 거둔 반데를레이 루솀부르구를 해임하고 칸나바로를 신임 감독으로 내정했다. 톈진 취안젠은 당시 리그 8위에 올라 있었다. 2016년 10월 22일, 칸나바로는 톈진 취안젠을 중국 리그 1 2016 우승으로 이끌어 중국 슈퍼리그 2017 승격을 확정지었다.

### 광저우 에버그란데 복귀
2017년 11월 9일, 칸나바로는 루이스 펠리피 스콜라리 감독 후임으로 광저우 에버그란데 감독으로 취임했다. 계약기간은 5년이라고 밝혔다. 2021년 9월 28일 칸나바로는 광저우 FC와 상호합의 하에 계약을 해지 했다.

## 플레이스타일
칸나바로는 그의 세대 역대 최고 수비수들 중 한명으로 꼽히며, 이탈리아 주장으로 FIFA 월드컵을 우승했고, 2006년에는 발롱도르와 FIFA 올해의 선수를 모두 석권했다. 그는 비록 경기를 읽을 수 있는 능력으로 중앙 수비수로 두각을 나타냈지만, 좌측 혹은 우측의 측면 수비수로도 배치된 적이 있는데, 그는 인테르나치오날레 시절 엑토르 쿠페르  더욱 두드러졌다. 이는 칸나바로의 전술적 다재다능함, 기술적 능력, 공을 다루는 능력, 체력, 낮은 무게 중심, 그리고 발놀림으로 가능케 했다.
수비수로서, 칸나바로는 집중력, 힘, 예상 능력, 그리고 위치 선정에 두각을 나타냈다. 수비수 치고는 작은 신체 조건에도, 그의 높이와 공중 경합 능력은 크로스를 막아내거나, 프리킥 상황에서 득점을 가능케 한다. 현역 시절을 통틀어, 그는 역동적이며, 꾸준하고, 끈질긴 수비수로 명성을 날렸고, 가속력, 발놀림, 그리고 태클 능력으로, 지역 방어 체계와 대인 방어 체계에서 모두 두각을 나타냈다. 수비수로서의 능력 외에도, 칸나바로는 경기장 내외에서의 지휘력, 결단력, 그리고 영향력을 내며, 잔루이지 부폰이 기록을 경신하기 전까지 이탈리아 국가대표팀 최다 출전 선수였다. 그는 이탈리아 국가대표팀 최다 출전 주장의 기록을 지니고 있다.

## 매체
칸나바로는 스포츠 용품 제작사 나이키의 후원을 받아 나이키 광고에 출연했다. 대한민국과 일본에서 열린 2002년 FIFA 월드컵 기간에 전세계적으로 방영된 테리 질리엄 감독의 "비밀 대회" ("전갈 KO"로 명명) 광고에 티에리 앙리, 호나우두, 프란체스코 토티, 호나우지뉴, 루이스 피구, 그리고 나카타 히데토시와 함께 출연했고, 전 선수였던 에리크 캉토나가 대회 "심판"을 맡았다.
칸나바로는 소니 인터랙티브 엔터테인먼트의 이것은 축구 2003의 이탈리아 표지를 장식하기도 했다. 칸나바로는 EA 스포츠의 전자오락 FIFA 시리즈에도 등장했다. 그는 FIFA 14의 궁극의 전설적인 선수들 중 한 명으로 명명되었다.
그는 2014년 FIFA 월드컵 기간에 ITV의 평론가로 출연했다.

## 사생활
1996년 6월 17일, 그는 다니엘라 아레노소(1974년 7월 17일, 나폴리 출생)를 배우자로 맞이했고, 슬하에 크리스티안(1999년 7월 17일, 나폴리 출생), 마르티나(2001년 12월 22일, 나폴리 출생), 그리고 안드레아(2004년 10월 20일, 나폴리 출생) 3명의 자식을 두고 있다.
그의 남동생 파올로도 수비수이며, 현재 사수올로 소속이다. 두 형제는 2000년에서 2002년까지 파르마에서 협력했었고, 이후 파비오가 인테르나치오날레로 떠났다. 은퇴 전, 파비오는 파올로와 나폴리에서 은퇴할 의사를 밝히곤 했다.
나폴리의 전 동료이자 같이 수비를 맡았던 치로 페라라는 함께 칸나바로 페라라 재단 (Fondazione Cannavaro Ferrara) 을 조직해 암 연구 장비 조달과 나폴리 병원의 희귀암 수술을 지원했다. 이 재단은 위기에 처한 나폴리의 유소년을 지원하는 데에도 초점을 맞추고 있다.

## 논란
1999 UEFA컵 결승전 전날 밤, 칸나바로가 미확인 물질을 주입하는 영상이 유출되었다. 이 물질은 네오톤 (크레아틴 인산)으로 밝혀졌고, 이는 심장 수술 중 발생하는 저산소증과 스트레스 발생 시 심장을 보호하는데 사용하는 물질이었다. 이 물질은 금지 약물 목록에는 없다. 그러나, 이 물질은 체내 근육 에너지의 생산 기능을 지닌 아데노신 삼인산 (ATP) 와 연관 있다. 크레아틴 인산은 체내에서 자연적으로 생산되며, 이 중 95%가 넘게 근육 세포에 저장된다. 신체 또한 고기의 섭취로 식이 크레아틴을 공급받는다. 이 사태에 아무런 조치도 취해지지 않았다.
2009년 10월 8일, 칸나바로는 도핑 테스트에서 양성 반응을 보였다. 그러나, 유벤투스 측은 심각한 말벌 독침 알레르기 반응에 쓰이는 약물로, 기량 향상과는 무관하다고 주장했다. 시급한 조치 문제로, 칸나바로는 당시 이탈리아 국가 올림픽 위원회 (CONI)의 허가를 제때 구하지 못했고, 긴급적으로 취해졌다. CONI의 정식 응답을 기다리던 도중, 그는 도핑 테스트에 응해 양성 반응을 나타냈다. CONI는 이후 그의 징계를 면했다.
2015년 2월, 파비오 칸나바로와 그의 아내 다니엘라, 남동생 파올로는 2009년에 사기 및 탈세 조사 과정에서 몰수된 파비오의 거처로 무단 진입한 죄로 각각 10개월, 4개월, 그리고 6개월 징역형을 선고받았다. 셋 모두 최종 판결이 내려지기 전까지 집행이 유예되었다.

## 경력 통계

### 클럽 기록
| 클럽         | 클럽             | 클럽                   | 리그 | 리그 | 컵               | 컵               | 대륙   | 대륙   | 합계 | 합계 |
| 시즌         | 클럽             | 단계                   | 출장 | 골   | 출장             | 골               | 출장   | 골     | 출장 | 골   |
| 이탈리아     | 이탈리아         | 이탈리아               | 리그 | 리그 | 코파 이탈리아    | 코파 이탈리아    | 유럽   | 유럽   | 합계 | 합계 |
| ------------ | ---------------- | ---------------------- | ---- | ---- | ---------------- | ---------------- | ------ | ------ | ---- | ---- |
| 1992–93      | 나폴리           | 세리에 A               | 2    | 0    | 1                | 0                | 0      | 0      | 3    | 0    |
| 1993–94      | 나폴리           | 세리에 A               | 27   | 0    | 2                | 0                | –      | –      | 29   | 0    |
| 1994–95      | 나폴리           | 세리에 A               | 29   | 1    | 4                | 0                | 3      | 0      | 36   | 1    |
| 1995–96      | 파르마           | 세리에 A               | 29   | 1    | 0                | 0                | 6      | 0      | 35   | 1    |
| 1996–97      | 파르마           | 세리에 A               | 27   | 0    | 1                | 0                | 2      | 0      | 30   | 0    |
| 1997–98      | 파르마           | 세리에 A               | 31   | 0    | 6                | 0                | 7      | 0      | 44   | 0    |
| 1998–99      | 파르마           | 세리에 A               | 30   | 1    | 7                | 0                | 8      | 0      | 45   | 1    |
| 1999–2000    | 파르마           | 세리에 A               | 31   | 2    | 3                | 0                | 9      | 1      | 43   | 3    |
| 2000–01      | 파르마           | 세리에 A               | 341  | 0    | 7                | 0                | 6      | 0      | 47   | 0    |
| 2001–02      | 파르마           | 세리에 A               | 31   | 1    | 5                | 0                | 9      | 0      | 45   | 1    |
| 2002–03      | 인테르나치오날레 | 세리에 A               | 28   | 0    | 0                | 0                | 12     | 1      | 40   | 1    |
| 2003–04      | 인테르나치오날레 | 세리에 A               | 22   | 2    | 3                | 0                | 9      | 0      | 34   | 2    |
| 2004–05      | 유벤투스         | 세리에 A               | 38   | 2    | 0                | 0                | 9      | 1      | 47   | 3    |
| 2005–06      | 유벤투스         | 세리에 A               | 36   | 4    | 2                | 0                | 9      | 0      | 47   | 4    |
| 스페인       | 스페인           | 스페인                 | 리그 | 리그 | 코파 델 레이     | 코파 델 레이     | 유럽   | 유럽   | 합계 | 합계 |
| 2006–07      | 레알 마드리드    | 라 리가                | 32   | 0    | 1                | 0                | 6      | 0      | 39   | 0    |
| 2007–08      | 레알 마드리드    | 라 리가                | 33   | 0    | 1                | 0                | 6      | 0      | 40   | 0    |
| 2008–09      | 레알 마드리드    | 라 리가                | 29   | 0    | 1                | 0                | 7      | 0      | 37   | 0    |
| 이탈리아     | 이탈리아         | 이탈리아               | 리그 | 리그 | 코파 이탈리아    | 코파 이탈리아    | 유럽   | 유럽   | 합계 | 합계 |
| 2009–10      | 유벤투스         | 세리에 A               | 27   | 0    | 1                | 0                | 5      | 0      | 33   | 0    |
| 아랍에미리트 | 아랍에미리트     | 아랍에미리트           | 리그 | 리그 | UAE 프레지던트컵 | UAE 프레지던트컵 | 아시아 | 아시아 | 합계 | 합계 |
| 2010–11      | 알아흘리         | UAE 아라비안 걸프 리그 | 16   | 2    | 0                | 0                | 0      | 0      | 16   | 2    |
| 합계         | 합계             | 합계                   | 532  | 17   | 45               | 0                | 113    | 3      | 690  | 19   |

- 3차례의 수페르코파 이탈리아나 (1995, 1999, 2005) 경기 포함
- 1골을 기록한 2차례의 수페르코파 데 에스파냐 (2007, 2008) 경기 포함

12000년 UEFA 챔피언스리그 플레이오프 경기 포함

### 국가대표팀 기록
| 이탈리아 국가대표팀 | 이탈리아 국가대표팀 | 이탈리아 국가대표팀 |
| 연도                | 출장                | 골                  |
| ------------------- | ------------------- | ------------------- |
| 1997                | 12                  | 0                   |
| 1998                | 11                  | 0                   |
| 1999                | 8                   | 0                   |
| 2000                | 14                  | 0                   |
| 2001                | 9                   | 0                   |
| 2002                | 12                  | 0                   |
| 2003                | 10                  | 0                   |
| 2004                | 6                   | 1                   |
| 2005                | 8                   | 0                   |
| 2006                | 15                  | 0                   |
| 2007                | 8                   | 0                   |
| 2008                | 8                   | 1                   |
| 2009                | 10                  | 0                   |
| 2010                | 5                   | 0                   |
| 합계                | 136                 | 2                   |

### 국가대표팀 득점 상세 기록
아래의 점수에서 왼쪽의 점수가 이탈리아의 점수이다.
| # | 날짜            | 경기장         | 상대     | 점수 | 최종결과 | 대회     |
| - | --------------- | -------------- | -------- | ---- | -------- | -------- |
| 1 | 2004년 5월 30일 | 라데스, 튀니지 | 튀니지   | 2–0  | 4–0      | 친선경기 |
| 2 | 2008년 2월 6일  | 취리히, 스위스 | 포르투갈 | 2–0  | 3–1      | 친선경기 |

### 감독 기록
2017년 11월 9일 기준
| 클럽              | 국             | 취임             | 해임            | 기록 | 기록 | 기록 | 기록 | 기록   |
| 클럽              | 국             | 취임             | 해임            | 전   | 승   | 무   | 패   | 율 (%) |
| ----------------- | -------------- | ---------------- | --------------- | ---- | ---- | ---- | ---- | ------ |
| 광저우 에버그란데 | 중국           | 2014년 11월 5일  | 2015년 6월 4일  | 23   | 11   | 7    | 5    | 47.83  |
| 알나스르          | 사우디아라비아 | 2015년 10월 26일 | 2016년 2월 11일 | 16   | 6    | 7    | 3    | 37.50  |
| 톈진 취안젠       | 중국           | 2016년 6월 9일   | 2017년 11월 6일 | 55   | 33   | 10   | 12   | 60.00  |
| 광저우 에버그란데 | 중국           | 2017년 11월 9일  | 2021년 9월 28일 | 0    | 0    | 0    | 0    | —      |
| 합계              | 합계           | 합계             | 합계            | 94   | 50   | 24   | 20   | 53.19  |

## 수상 내역

### 선수
파르마
- UEFA컵 : 1998–99
- 코파 이탈리아 : 1998–99, 2001–02
- 수페르코파 이탈리아나 : 1999

레알 마드리드
- 라리가 : 2006–07, 2007–08
- 수페르코파 데 에스파냐 : 2008

이탈리아
- UEFA U-21 유럽 축구 선수권 대회 : 우승 (1994, 1996)
- UEFA 유럽 축구 선수권 대회 : 준우승 (2000)
- FIFA 월드컵 : 우승 (2006)

### 감독
텐진 취안젠
- 차이나 리그 원 : 2016

광저우 에버그란데
- 차이니스 슈퍼리그 : 2019
- 차이나 FA 슈퍼컵 : 2018

### 개인
- 발롱도르 : 2006[81]
- FIFA 올해의 선수 : 2006[16]
- FIFPro 월드 베스트 XI : 2006[82], 2007[83]
- UEFA 유럽 축구 선수권 대회 올스타 팀 : 2000[84]
- FIFA 월드컵 : 실버볼[38], 올스타 팀[37] (이상 2006)
- UEFA U-21 유럽 축구 선수권 대회 MVP : 1996[80]
- UEFA 올해의 팀 : 2006[80]
- 월드 사커 올해의 선수: 2006[85]
- 세리에 A 올해의 선수: 2006[86]
- 세리에 A 올해의 이탈리아 선수: 2006[87]
- 세리에 A 올해의 수비수: 2005,[88] 2006[87]
- ESM 올해의 팀: 2004-05[89]
- 그란 갈라 델 칼초 AIC 평생 공로상: 2011[90]
- 이탈리아 축구 명예의 전당: 2014[91]
- 스포츠일러스트레이티드 선정 시대의 팀 : 2009
- ESPN 선정 시대의 팀 : 2009
- 중국 FA 올해의 감독 : 2017

### 서훈
-  이탈리아 국가 올림픽 위원회 체육 훈장 금상: 2006

-  이탈리아 공화국 공로장 4등급 / 장교장: 2006

-  이탈리아 공화국 공로장 5등급 / 기사장: 2000

## 같이 보기
- A매치 100경기 이상 출전한 축구 선수 명단